# XV Korpus Armijny (III Rzesza)
XV Korpus Armijny, Grupa Hoth, – jeden z niemieckich korpusów armijnych, uczestniczył w agresji na Polskę i Francję. 
XV Korpus Zmotoryzowany utworzony 10 października 1938 roku w miejscowości Jena do nadzorowania dywizji lekkich. W 1939 roku wziął udział w agresji na Polskę w składzie 10 Armii. W początkowej fazie agresji z rejonu Śląska atakował oddziały Krakowskiej Brygady Kawalerii. Dywizje korpusu zwanego też Grupą Hotha walczyły m.in. z oddziałami Armii Prusy na przedpolach Kielc, i w bitwie pod Iłżą. Następnie korpus walczył pod Warszawą. 
Wchodzący w skład XV KA żołnierze 2 Dywizji Lekkiej w czasie agresji na Polskę  dopuścili  się maltretowania lub zabijania jeńców. Miało to miejsce np. w Opatowcu i Starych Kozłowicach.
W 1940 roku zaatakował Francję, wchodząc kolejno w skład: 4 Armii, Grupy Kleist i 2 Armii. Korpus walczył przeciw aliantom zachodnim pod Dunkierką, nad Sommą i Loarą. W listopadzie 1940 roku wzmocniona i przekształcona w 3 Grupę Pancerną.

## Dowódca korpusu
- gen. płk Hermann Hoth[5]

## Struktura organizacyjna
Oddziały korpuśne: 61 batalion łączności i 415 Korpuśny Oddział Zaopatrzenia
Skład we wrześniu 1939 roku:
- 2 Dywizja Lekka
- 3 Dywizja Lekka

Skład w czerwcu 1940 roku:
- 5 Dywizja Pancerna
- 7 Dywizja Pancerna
- 2 Dywizja Piechoty (zmotoryzowana)